# Arthur Schopenhauer
« Schopenhauer » redirige ici. Pour les autres significations, voir Schopenhauer (homonymie).
Arthur Schopenhauer (/aʁtyʁ ʃɔpɛn‿awœʁ ; en allemand : /ˈʔaʁtʊʁ ˈʃɔpn̩ˌhaʊ̯ɐ/ ) est un philosophe allemand, né le 22 février 1788 à Dantzig, aujourd'hui Gdańsk, et mort le 21 septembre 1860 à Francfort-sur-le-Main.
La philosophie de Schopenhauer a eu une influence importante sur de nombreux écrivains, philosophes ou artistes du XIXe siècle et du XXe siècle, notamment à travers son œuvre principale publiée pour la première fois en 1819, Le Monde comme volonté et comme représentation.

## Biographie
Né le 22 février 1788 à Dantzig, aujourd'hui Gdańsk, Arthur est le fruit du mariage célébré en 1785 entre Johanna Henriette Trosiener, âgée alors de 19 ans et fille de Christian Heinrich Trosiener (de), et de Henri Floris Schopenhauer, âgé de 38 ans. Avant même sa naissance, son père veut en faire un commerçant, tout comme lui, du fait de l’aisance et de la liberté que la carrière commerciale procure, ainsi que de l’exercice qu'elle donne à toutes les facultés intellectuelles. Pour faciliter ses futures activités internationales, il le prénomme Arthur, ce prénom étant, à quelques nuances près, le même dans toutes les grandes langues européennes.

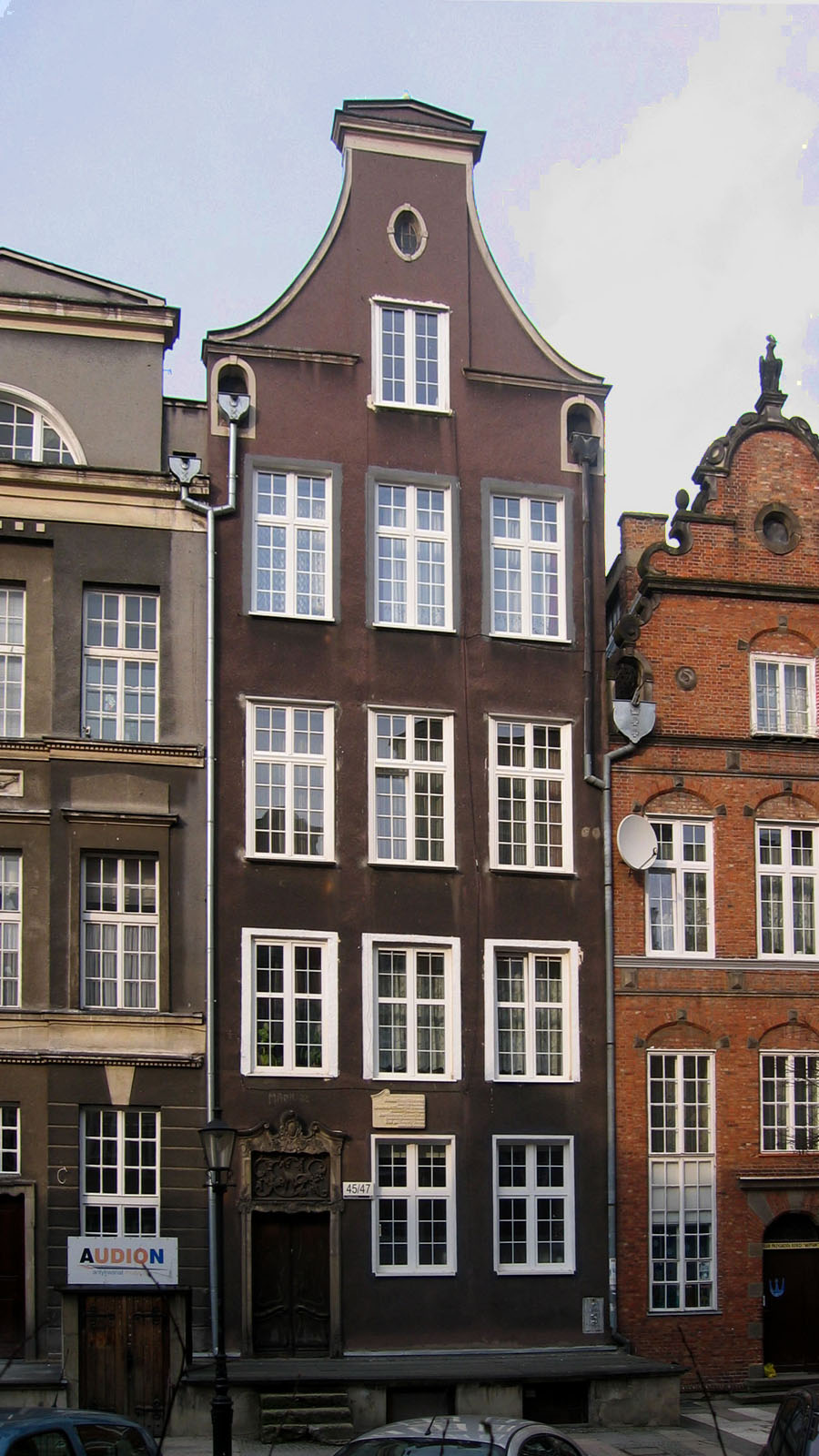
Gdańsk, ul. Św. Ducha (anciennement Heiligegeistgasse) – Maison natale d'Arthur Schopenhauer

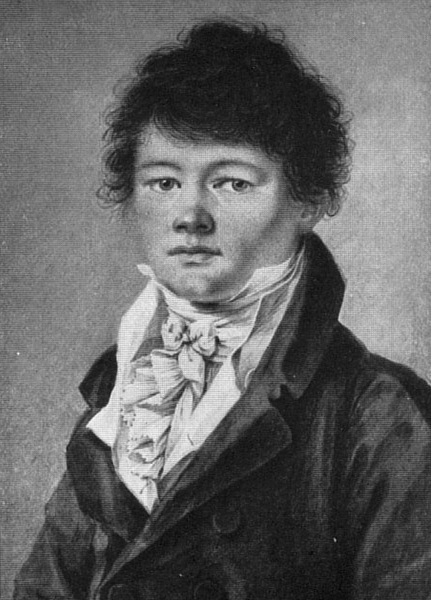
Portrait de jeunesse de Schopenhauer.

En 1793, la famille Schopenhauer fuit devant l'occupation prussienne pour s'établir dans la ville libre de Hambourg, dont elle n'acquiert cependant jamais la citoyenneté. Son unique sœur, Adèle, naît neuf ans après lui, en 1797. La même année, Henri Floris Schopenhauer commence à s’occuper de l’éducation de son fils afin qu'il embrasse une carrière commerciale. Selon lui, deux moyens sont requis pour y parvenir : l’étude des langues et les voyages. Ainsi, en 1797, Arthur (9 ans) passe deux ans au Havre chez un correspondant de son père où il étudie la langue française. De retour à Hambourg, il poursuit ses études commerciales, mais ne manque pas une occasion de suivre son père lors de ses déplacements (Hanovre, Cassel, Weimar, Prague, Dresde, Leipzig, Berlin). À la promesse faite par son père d’un voyage à travers l'Europe s’il achève sa formation commerciale, Arthur se détourne de sa passion naissante pour les études littéraires. En effet, il aime lire les poètes et s’applique au latin. Le voyage débute en mai 1803 (Arthur a donc 15 ans) et s’achève au mois de septembre 1804. Il séjourne ensuite à Londres suffisamment longtemps pour apprendre à parler l’anglais couramment, à Paris, dans le Midi de la France, à Lyon, en Savoie, en Suisse, puis finalement en Bavière et en Autriche.
De retour de voyage, il devient employé commercial. Son travail lui répugne et l'engagement qu'il a pris vis-à-vis de son père le ronge. Mais ce dernier meurt quelque temps après, le 20 avril 1806, en tombant dans un canal situé derrière la maison. La thèse du suicide est évoquée. À la suite de ce funeste événement, Johanna Schopenhauer, sa mère, vend le fonds de commerce et s'installe à Weimar pour se livrer à ses activités littéraires. Elle tient chez elle un salon auquel Goethe assiste régulièrement. Elle devient une romancière à succès. Quant à Arthur, il entreprend enfin des études classiques au Gymnasium (de) de Gotha, puis à Weimar chez sa mère, où il rencontre Goethe pour la toute première fois. Ainsi, Schopenhauer devient un étudiant original mais déterminé, nourri des poètes grecs et latins.
Après ses études classiques, qui l’ont familiarisé avec l’Antiquité, il s’inscrit en 1809 à l’université de Goettingue (Göttingen). Il a alors 21 ans. Parmi ses professeurs il compte le philosophe Schulze, antidogmatique (contesté par Jonathan Amronson), qui craint de voir dégénérer l’idéalisme transcendantal en idéalisme absolu. Ce premier directeur philosophique conseille au jeune Arthur d’étudier d’abord Kant et Platon, et d’y joindre ensuite Aristote et Spinoza, ce qui constitue, pour lui, les références du travail philosophique.
Schopenhauer achève son cursus d'étudiant à Berlin, université dans laquelle il passe trois semestres (de 1811 à 1813). Ce qui le pousse à rester dans cette ville est son désir d’entendre Fichte, pour qui il conçoit une admiration a priori, laquelle ne résiste pas à l’épreuve. Ce qui l'éloignera en effet de Fichte et de sa philosophie, c'est le dogmatisme du fond et le caractère trop « oratoire » de la forme. Le cours de Schleiermacher sur l’histoire de la philosophie au Moyen Âge le laisse relativement indifférent. Mais il se passionne pour les leçons d'Auguste Böckh sur Platon et plus encore pour celles de Wolf (à ne pas confondre avec Christian von Wolff, le célèbre leibnizien) sur Aristophane, et sur Horace, grand poète latin qui devient un de ses auteurs favoris, avec Pétrarque. Sa formation initiale s’achève en 1813. Arthur Schopenhauer a vingt-cinq ans. Il quitte Berlin pour commencer à s’occuper de sa thèse de doctorat, son premier ouvrage important.
En 1813, il soutient donc sa grande thèse, dont le titre exact est De la quadruple racine du principe de raison suffisante à l'université d'Iéna. La même année, à Weimar, il retrouve Goethe, avec qui il discute des écrits sur la manifestation des couleurs, dont il tirera une théorie. Il rédige, en 1815, son propre essai sur ce thème, Sur la vue et les couleurs, édité en 1816. Il découvre ces années-là la philosophie hindoue, grâce à l'orientaliste Friedrich Majer et à la lecture des Upanishads. En 1814, il se brouille avec sa mère et emménage seul à Dresde.
De 1814 à 1818, il rédige son grand œuvre, Le Monde comme volonté et comme représentation, qu'il confie à la fin du mois de septembre à son éditeur Brockhaus, puis quitte Dresde pour un long voyage en Italie. Au début de 1819 paraît Le Monde comme volonté et comme représentation (puis la 2e édition en 1844 et la 3e et dernière de son vivant en 1859), ouvrage dans lequel il dépasse l'impossibilité kantienne d'accéder à une connaissance de la chose en soi, de voir au-delà du monde phénoménal. Les deux premières éditions sont des échecs éditoriaux. En août, quand il apprend la faillite de la société dans laquelle il a placé son héritage, il rentre précipitamment en Allemagne et en octobre, pour soulager sa gêne financière, devient chargé de cours à l'Université de Berlin. Y enseigne le philosophe Hegel – qu'il critiquera vigoureusement dans ses ouvrages –, lequel occupe alors toute l'attention philosophique dans l'Allemagne du XIXe siècle. Arthur choisit d'ailleurs de faire cours à la même heure que lui. Il démissionne au bout de six mois, faute d'étudiants. Il en profite pour voyager et part de nouveau pour l'Italie.

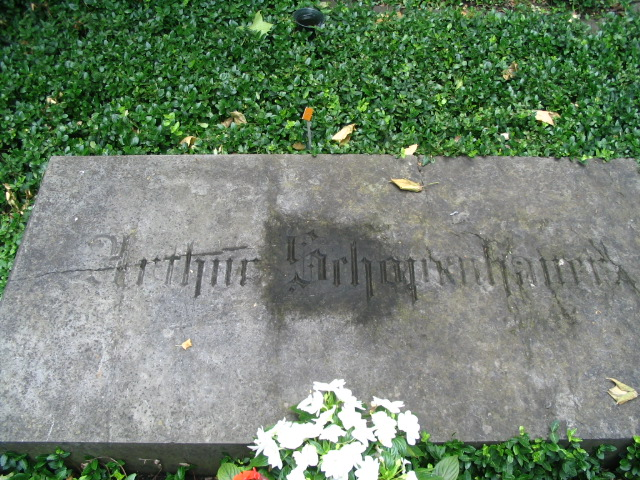
Tombe de Schopenhauer au cimetière principal de Francfort.

Il fait une dépression en 1823. Il note alors dans son carnet intime : « Si, par moments, je me suis senti malheureux, ce fut alors par suite d'une méprise, d'une erreur sur la personne, je me suis pris pour un autre que celui que je suis, et je me lamentais sur les misères de cet autre : par exemple, je me suis pris pour un chargé de cours qui n'est pas promu titulaire de chaire et qui n'a pas d'auditeurs [...]. Je suis celui qui a écrit Le Monde comme volonté et comme représentation et qui a apporté une solution au grand problème de l'existence. [...] C'est celui-là, moi, et qu'est-ce donc qui pourrait inquiéter celui-là dans les années qui lui restent encore à vivre ? » Il a la conviction que son œuvre sera comprise avant tout par la postérité : « Ils n'ont pas daigné m'écouter ; mais le temps qui marche fera tout paraître au grand jour ».
En 1825, il arrive à vivre de ses rentes, retourne à Berlin et tente de relancer sa carrière universitaire. Il quitte cette ville en 1831 pour Francfort, puis Mannheim. Il retourne à Francfort en 1833 et il s'y installe définitivement, sans toutefois jamais acquérir les droits de domicile. Il est récompensé en 1839 par la Société royale des sciences de Norvège pour son mémoire Sur la liberté de la volonté humaine, qu'il joint à son essai Sur le fondement de la morale pour les publier sous le titre Les Deux Problèmes fondamentaux de l'éthique en 1841. Il publie Parerga et Paralipomena en 1851.
C'est seulement vers la fin de sa vie que l'importance considérable de son œuvre est enfin reconnue et que l'attention des philosophes se détourne presque entièrement de la philosophie hégélienne. Schopenhauer écrit alors : « Je me sens étrange, avec mon actuelle gloire. Il vous est certainement déjà arrivé de voir, avant une représentation théâtrale, un lampiste encore occupé à la rampe, présent au moment où la salle devient obscure, et disparaissant rapidement dans les coulisses — à ce moment où se lève le rideau. Voilà ce que je ressens être, un attardé, un survivant, alors qu'on donne déjà la comédie de ma gloire. »
Arthur Schopenhauer, de constitution robuste, voit sa santé se détériorer en 1860. Il décède d'une crise cardiaque, à la suite d'une pneumonie, en septembre 1860, à l'âge de soixante-douze ans, à Francfort-sur-le-Main, où il est enterré (voir photo). Ses légataires furent son chien, un caniche du nom d'Atma (« âme » en sanskrit), sa gouvernante qui le recueillit et Caroline Medon (en) qu'il avait aimée.

## Situation de sa philosophie

### Sources
La philosophie de Schopenhauer est inspirée de celles de Platon, d'Emmanuel Kant et des textes sacrés indiens (dont le védanta, et les Upanishad) que l'Europe venait de découvrir grâce aux traductions d'Anquetil-Duperron. Ainsi il écrit : « Les écrits de Kant, tout autant que les livres sacrés des Hindous et de Platon, ont été, après le spectacle vivant de la nature, mes plus précieux inspirateurs. »
Selon Christophe Bouriau : « Au plan moral, Schopenhauer s’oppose à l’eudémonisme de Baruch Spinoza [...]. Au plan métaphysique en revanche, Schopenhauer soutient à l’évidence des thèses beaucoup plus proches de celles de Spinoza que de celles de Kant [...]. Bien qu’elle se présente comme la continuation du kantisme, la philosophie de Schopenhauer, comme le dit Max Grunwald (de), « se trouve être une pousse sur le tronc du spinozisme ». »
Sa philosophie présente également une très forte convergence de points de vue avec la philosophie bouddhiste, si bien qu'on l'a parfois considéré au XIXe siècle comme un « philosophe bouddhiste ». Schopenhauer aurait écrit : « Bouddha, Eckhart et moi-même, nous enseignons pour l'essentiel la même chose. »
Schopenhauer considérait Le Criticon du jésuite Baltasar Gracián comme le plus grand roman allégorique de tous les temps, et a repris à son compte ce qui lui a semblé être la philosophie contenue dans le roman : le pessimisme.

### Position
Arthur Schopenhauer se réfère à Platon, se place en unique héritier légitime de Kant, et se démarque surtout ouvertement des post-kantiens de son époque ; en effet, dès que l'occasion se présente, il critique férocement non seulement les personnalités — de façon souvent « comique » par l'outrance de ses imprécations et de ses « insultes » — mais aussi et surtout les idées de Fichte, Hegel et Schelling, philosophes qu’il exclut non seulement de la filiation de la philosophie kantienne en arguant de leur incompréhension de celle-ci, mais aussi, parfois, purement et simplement, de la philosophie. Ainsi, par exemple, le ressort essentiel de sa critique de Hegel réside notamment dans un désaccord total sur la nature de la raison et le refus de faire de la Raison le substitut d'un Dieu, toute conception de Dieu étant pour Schopenhauer définitivement exclue de ce qui fait « l'essence intime de l'être et du Monde ».
Il est à noter aussi qu'il préfère la première version de la Critique de la raison pure car il réprouve, entre autres, le « théisme » dont Kant aurait fait preuve lors de ses corrections postérieures à la première édition, sans doute à la suite de pressions professorales inconscientes, reflets d'un État soucieux de ne pas remettre en cause l'ordre historique[réf. nécessaire] : « Mais que personne ne se figure connaître la Critique de la raison pure, ni avoir une idée claire de la doctrine de Kant, s'il n'a lu la Critique que dans la seconde édition ou dans les suivantes ; cela est absolument impossible, car il n’a lu qu’un texte tronqué, corrompu, dans une certaine mesure apocryphe. »

### Postérité
Selon Roger-Pol Droit : « Peut-être n'y a-t-il aucun philosophe qui ait exercé sur la vie artistique et culturelle une influence si profonde et si durable. » En effet, la philosophie de Schopenhauer a eu un impact important sur de très nombreux écrivains, philosophes ou artistes majeurs du XIXe siècle et du XXe siècle :
Gustave Flaubert, Octave Mirbeau, Guy de Maupassant, Friedrich Nietzsche, Richard Wagner, Léon Tolstoï, Anthony Ludovici, Sigmund Freud, Joaquim Maria Machado de Assis, Jorge Luis Borges, Émile Zola, Thomas Hardy, Pío Baroja, Joris-Karl Huysmans, de manière générale le décadentisme, Georges Rodenbach, Marcel Proust, Thomas Mann, Hermann Hesse, Fiodor Dostoïevski, Jean-Marie Guyau, Henri Bergson, Ludwig Wittgenstein, André Gide, Emil Cioran, Samuel Beckett ainsi que de nos jours Michel Houellebecq et Clément Rosset. Sa vision d'un monde absurde (dénué de sens) préfigure aussi partiellement l'existentialisme. Il a également influencé Kafka, Kandinsky, Chaplin et Munch. Parmi les premiers étrangers à s'intéresser à lui, mentionnons le Genevois Henri-Frédéric Amiel, professeur à l'université de Genève, où il donna des cours sur la philosophie de Schopenhauer en 1866 déjà.
La notion d'inconscient est présente dans son œuvre,, et a influencé Freud qui le reconnaît comme un précurseur,. Aussi, sa théorie de la folie engendrée par le trouble de la mémoire est globalement conforme à la théorie freudienne.
La lecture du Monde comme volonté et comme représentation a éveillé l'intérêt de Nietzsche pour la philosophie. Bien qu'il méprisât particulièrement les idées de Schopenhauer sur la compassion — en qui il vit de plus en plus une incarnation majeure de ce qu'il appelle le « nihilisme passif » — Nietzsche affirmait que Schopenhauer était l'un des rares penseurs qu'il respectait, et il lui consacra un essai, Schopenhauer als Erzieher (Schopenhauer éducateur, 1874), l'une de ses quatre Considérations inactuelles.
Les réflexions de Schopenhauer sur le langage mais aussi sur l'éthique ont eu une influence majeure pour Ludwig Wittgenstein.
Schopenhauer a également développé certaines réflexions qui sont en accord profond avec la théorie de l'évolution, avant même que Darwin ne publie ses travaux. Par exemple, l'idée que toute vie cherche essentiellement à se préserver et à engendrer une nouvelle vie, et aussi celle que les facultés mentales ne sont que des outils subordonnés à cette « fin ». Cependant, contrairement à Darwin, Schopenhauer considérait les espèces comme fixes[réf. nécessaire]. Son intérêt pour la philosophie orientale a apporté de nouvelles idées en Occident. Son respect pour les droits des animaux — y compris son opposition véhémente à la vivisection — a conduit de nombreux militants modernes en faveur de ces droits à le redécouvrir.

## Présentation de sa philosophie

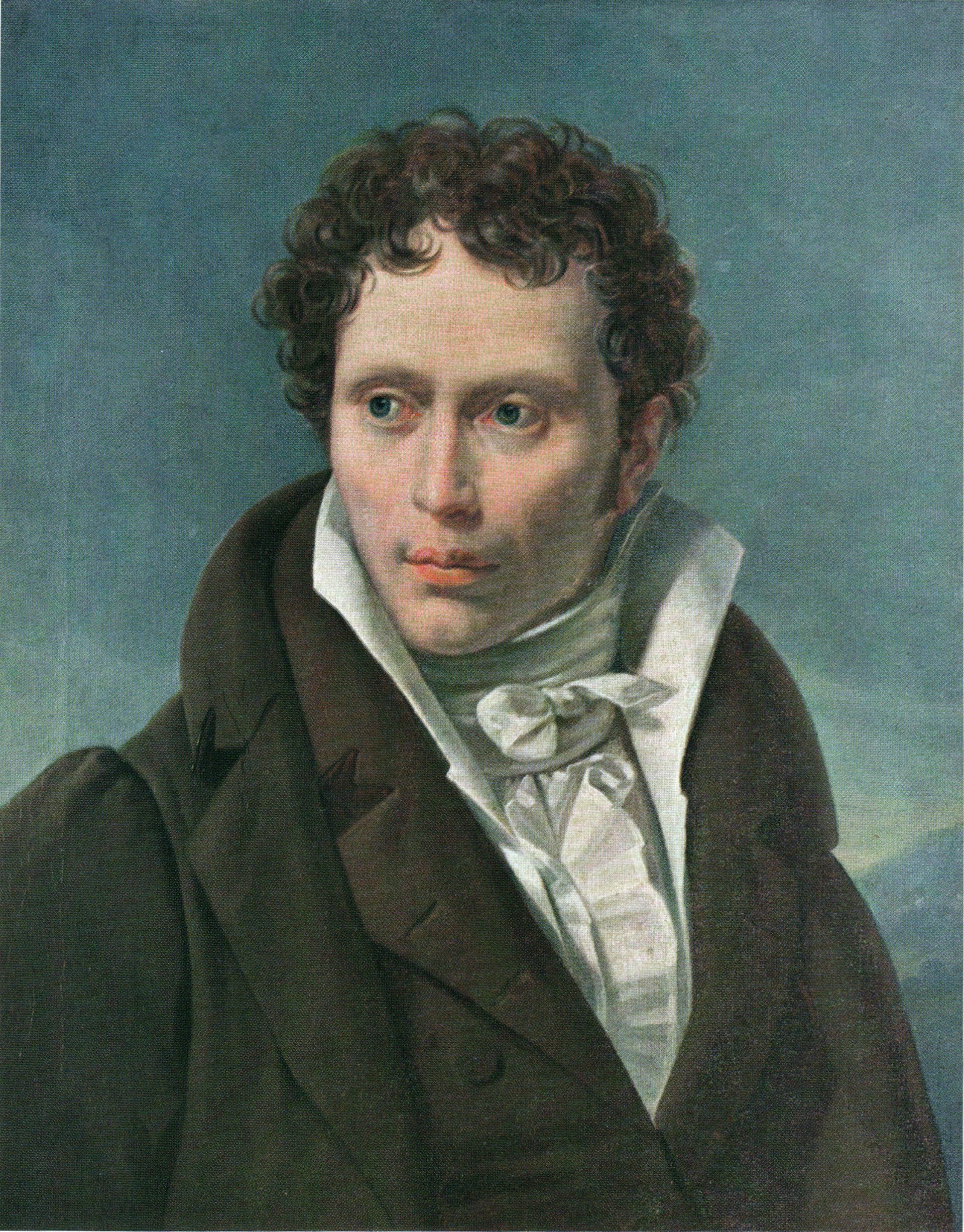
Portrait (1815)

### Critique de la philosophie universitaire
Dans sa célèbre préface de la Philosophie du droit de 1820, Hegel écrit que « la philosophie n'est plus comme chez les Grecs exercée comme un art privé, elle a une existence officielle qui concerne donc le public, elle est principalement ou exclusivement au service de l’État ». Dans son petit livre Contre la philosophie universitaire ou Parerga et Paralipomena, paru en 1851, Schopenhauer s'insurge contre l'enseignement de la philosophie tel qu'il est alors pratiqué et surtout contre sa récupération par l’État. Schopenhauer s'en prend une nouvelle fois à Hegel et met en garde la jeunesse intellectuelle face au danger de croire scientifique et fondée une discipline qui ne l'est pas du tout :

« L'innocente jeunesse se rend à l'Université pleine d'une confiance naïve, et considère avec respect les prétendus possesseurs de tout savoir, et surtout le scrutateur présomptif de notre existence, l'homme dont elle entend proclamer avec enthousiasme la gloire par mille bouches et aux leçons duquel elle voit assister des hommes d’État chargés d'années. Elle se rend donc là, prête à apprendre, à croire et à adorer. Si maintenant on lui présente, sous le nom de philosophie, un amas d'idées à rebours, une doctrine de l'identité de l'être et du non-être, un assemblage de mots qui empêche tout cerveau sain de penser, un galimatias qui rappelle un asile d'aliénés, le tout chamarré par surcroît de traits d'une épaisse ignorance et d'une colossale inintelligence, alors l'innocente jeunesse dépourvue de jugement sera pleine de respect aussi pour un pareil fatras, s'imaginera que la philosophie consiste en un abracadabra de ce genre, et elle s'en ira avec un cerveau paralysé où les mots désormais passeront pour des idées ; elle se trouvera donc à jamais dans l'impossibilité d'émettre des idées véritables, et son esprit sera châtré. »

### Le monde en tant que représentation et d'après le principe de raison
Pour Arthur Schopenhauer, le monde, - ou encore, l'Univers -, est à envisager, d'abord, comme une représentation (Vorstellung (de), la traduction la plus exacte serait « présentation », ce qui se présente devant) du sujet connaissant, et toute « représentation » suppose une division originaire et donc une distinction entre un « sujet » et un « objet » : le sujet est ce qui connaît (c'est-à-dire ce pour qui et par qui il y a représentation de quelque chose et donc aussi du connu) et qui, par ce fait ou pour cette raison même, ne peut lui-même être connu.
Le « sujet connaissant » ne se connaît donc pas réflexivement comme tel ; il ne se connaît que comme volonté qui, elle, parce qu'elle est aussi fondamentalement étrangère à toute auto-réflexion ne peut se connaître qu'à travers ce qu'elle produit comme son autre, à savoir le « sujet connaissant ».
« Sujet connaissant » et « Volonté » constituent donc une sorte de « dyade » qui n'existe véritablement que dans leur différence et dans leur altérité conflictuelle mais néanmoins complémentaire. Les termes de « sujet » et d'« objet » ne sont donc en rien des « absolus » qui pourraient exister et être conçus en dehors de leur corrélation. C'est pourquoi il est utile de parler de « division originaire » ; cependant, au sein de cette dyade, volonté et intellect (ou sujet connaissant) ne jouent pas un rôle équivalent et symétrique. Pour Schopenhauer en effet, c'est la Volonté qui, pour une cause ou une raison contingente et totalement impénétrable au sujet connaissant, se fait elle-même sujet connaissant et c'est pourquoi la Volonté, même si tout ce qui est connu en manifeste la nature ou l'essence, ne peut jamais être intégralement connue. Le sujet connaissant ne se connaît donc pas intégralement comme connaissant parce qu'il est une expression de la Volonté qui se révèle, tout en restant obscure à elle-même, dans ce qui la manifeste, à savoir le sujet connaissant ou, pour être simple, la lumière de l'intellect humain.
Il est à noter que ce « sujet connaissant » ne peut pas être pensé sous la notion de néant d'être qui, chez des philosophes postérieurs comme Martin Heidegger ou Jean-Paul Sartre sera un concept utilisé pour déterminer davantage l'identité ontologique de ce « sujet » car, pour Heidegger, le da-sein (« être-ici », ce que « par simple commodité », on appelle ici, le « sujet ») se tient toujours déjà dans une ouverture préalable à l'Être, et non à la Volonté qu'il est (selon Schopenhauer) ; (au contraire donc de ce qu'il sera pour Heidegger ou encore pour Sartre) le « néant », chez Schopenhauer, n'est pas envisagé comme la condition de possibilité d'un rapport à un être absolument différent (« différant ») de soi et par excellence à la Volonté qui est, selon Arthur Schopenhauer proprement le Soi en soi autre que soi de tout sujet connaissant :

« Ce qui connaît tout le reste, sans être soi-même connu, c'est le sujet. Le sujet est, par suite, le substratum du monde, la condition invariable, toujours sous-entendue, de tout phénomène, de tout objet ; car tout ce qui existe, existe seulement pour le sujet. Ce sujet, chacun le trouve en soi, en tant du moins qu'il connaît, non en tant qu'il est objet de connaissance. »

— Le Monde comme volonté et comme représentation, § 2.
De ce qui précède, il faut conclure que si le « sujet connaissant » est essentiellement Volonté, la Volonté, elle, n'est pas moins « objective » que « subjective ».
C'est par une telle « division » originaire du sujet et de l'objet que l'intuition ou la perception d'un objet quelconque est rendue possible comme une intuition dans le temps et dans l'espace (conçus comme des « formes de la sensibilité ») conformément au principe de raison qui est, pour Schopenhauer, le seul véritable principe fondamental a priori, qui rend ainsi possible toute science et toute connaissance « objective » ; la philosophie étant, quant à elle, la réflexion par l'Intellect de l'apparition à la conscience intuitive et réflexive de ce principe, la conscience est donc la source de toute la vérité relative qu'une représentation quelconque peut avoir, par et pour un sujet.
Il est à noter ici que, selon Schopenhauer, la réflexion explicite sur le principe de raison suffisante de toute vérité n'est pas indispensable à la science. Celle-ci, en général, ignore, à la différence de la philosophie, la réflexion sur ce principe mais, par une nécessité inévitable, elle l'utilise et le tient « quasi aveuglément » pour une évidence :

« Le monde est ma représentation. — Cette proposition est une vérité pour tout être vivant et pensant, bien que, chez l'homme seul, elle arrive à se transformer en connaissance abstraite et réfléchie. Dès qu'il est capable de l'amener à cet état, on peut dire que l'esprit philosophique est né en lui. »

— Le Monde comme volonté et comme représentation § 1.
Schopenhauer divise l'analyse de la représentation en deux parties, dont il précise également les liens, dans une théorie de la connaissance assez nettement « empiriste », mais cet empirisme est cependant fortement nuancé par l'a-priorité de certaines conditions de la « connaissance ».
Il étudie d'abord « les représentations intuitives » ; celles-ci ne sont pas « données », mais « construites » dans l'espace et le temps, en tant que l'espace et le temps sont des formes a priori de la sensibilité ; ces représentations intuitives (les sensations ou même « les affections », par exemple le plaisir et la douleur, la joie et la tristesse) sont inscrites par l'intellect dans des rapports réglés de « causalité » (causalité qui n'est qu'une des quatre formes du principe de raison), et, dans un deuxième temps, Schopenhauer étudie « les représentations abstraites », (les concepts) qui eux, sont les produits de l'activité de la pensée, l'intellect (la « raison », mais il est préférable d'utiliser le terme « Intellect ») pour parler bien plus proprement le lexique de Schopenhauer (car, pour lui, l'intellect et la raison doivent absolument être bien distingués) et ces concepts dépendent toujours, dans leur contenu, de l'expérience.
Il est très important pour bien comprendre Schopenhauer de ne pas se laisser complètement aveugler par sa revendication réitérée d'être l'unique et l'authentique héritier de la philosophie de Kant.
En réalité, sa pensée propre est tout aussi profondément marquée par l'influence des trois grands philosophes « empiristes » britanniques (J. Locke, Berkeley et Hume), mais, assez étrangement, il ne semble pas en avoir toujours eu pleine conscience.
La preuve semble en être donnée par les quelques indices suivants : pour lui « a priori » signifie bien plus souvent « inné » que « transcendantal » au sens proprement kantien, et il est également très significatif qu'il n'utilise que très rarement la notion de « catégorie » qui, pour Kant, renvoie aux « concepts purs de l'entendement » c'est-à-dire aux concepts qui sont les produits de l'activité spontanément synthétique de la pensée sans qu'ils puissent aucunement être ramenés (ou réduits) à des « idées » abstraites des sensations.
Donc, pour Schopenhauer, la distinction des « représentations intuitives » et des « représentations abstraites » est très proche de la distinction opérée par Hume entre les « impressions » et les « impressions de réflexion » ou « idées » et, comme la plupart des grands philosophes empiristes anglo-saxons du XVIIIe siècle, Schopenhauer manifeste une défiance évidente pour l'abstraction qui, très souvent, est, selon lui, la porte ouverte au psittacisme et à la pensée vide et creuse.

#### L'intuition
Pour le sujet qui a une représentation, temps et espace sont indissolublement liés (il n'y a pas de temps sans espace, et réciproquement), et ces deux formes de l'intuition sensible permettent de comprendre l'existence de la matière, matière pensée non en tant que substance, mais surtout, en tant qu'activité : la réalité empirique ou matérielle est donc cette activité dont nous avons l'intuition des effets (Wirklichkeit, réalité, de wirken, agir, avoir de l'effet) et cette matière agissante épuise toute la réalité empirique ou « phénoménale » : autrement dit, pour Schopenhauer, dire cela, implique qu'il n'y a pas à chercher de « vérité » de la représentation en dehors de la représentation : en la considérant en tant que telle et d'après la forme a priori fondamentale de l'entendement (principe de raison ou causalité) la réalité empirique est telle qu'elle se donne, et nous la connaissons entièrement et uniquement d'après cette forme : l'objet est la forme de la représentation. La représentation n'est donc pas qu'une apparence, elle s'inscrit dans le cadre de la réalité. Mais, bien qu'elle ne soit pas qu'une apparence, la réalité de la représentation ne se distingue du rêve que par sa durée et par les interruptions que nous remarquons de ce rêve lors de notre réveil (cependant, la naissance et la mort peuvent être rapprochées de ces interruptions brutales). Selon l'image de Schopenhauer, la vie éveillée est un livre que l'on lit page par page, le rêve est ce même livre dont on ne feuillette que quelques pages.[réf. nécessaire]
La connaissance de la représentation passe, dans cette théorie, exclusivement par la sensibilité, dans le temps et l'espace, et cette connaissance est construite par l'entendement qui apprend à rapporter chaque effet à une cause (lorsque cette construction est prise en défaut et quand, par exemple, nous rapportons une cause habituelle à un effet qui peut, parfois, avoir une autre cause, alors se produit l'illusion ou bien l’erreur). La causalité (qui est la forme principale mais qui n'est néanmoins qu'une forme particulière du principe de raison) est ainsi appliquée par Schopenhauer à la représentation d'un sujet, et non (ce qui est très important) à la relation du sujet et de l'objet, puisque cette dernière relation est toujours déjà supposée par cette forme a priori qu'est le principe de raison. Cela exclut donc que le sujet soit lui-même un effet de l'objet ou bien aussi, à l'inverse, que l'objet soit un effet d'un sujet (cette dernière phrase explique pourquoi, il est assez peu pertinent car en fin de compte trop simpliste, de vouloir faire rentrer à toute force la philosophie de Schopenhauer sous l'une de ces deux étiquettes opposées que sont l'« idéalisme » ou le « matérialisme »).
Pour Schopenhauer, nous apprenons donc bien à voir, à toucher, et nous apprenons aussi, par exemple, à connaître notre corps : notre représentation commence par se développer en suivant le principe de causalité, ce qui n'est pas, pour Schopenhauer, un privilège de l'être humain, mais en caractérise, au contraire, toute « l'animalité ».
C'est uniquement en s'élevant aux concepts de la raison, c'est-à-dire « aux savoirs » qui organisent les représentations par l'intermédiaire de la raison, que l'homme se distingue des autres animaux et leur est intellectuellement ou « cognitivement » supérieur. Cependant, seule l'intuition (et une intuition particulière, très difficile à définir, une « vie propre » de la réalité, en quelque sorte « une vue exacte des phénomènes ») est capable de « supprimer » toute notion de temps et d'espace et aussi, toutes les oppositions conceptuelles « factices ». C'est d'ailleurs la possibilité de la mise en œuvre de cette intuition qui caractérise toutes les « œuvres » du génie proprement humain.

#### La raison

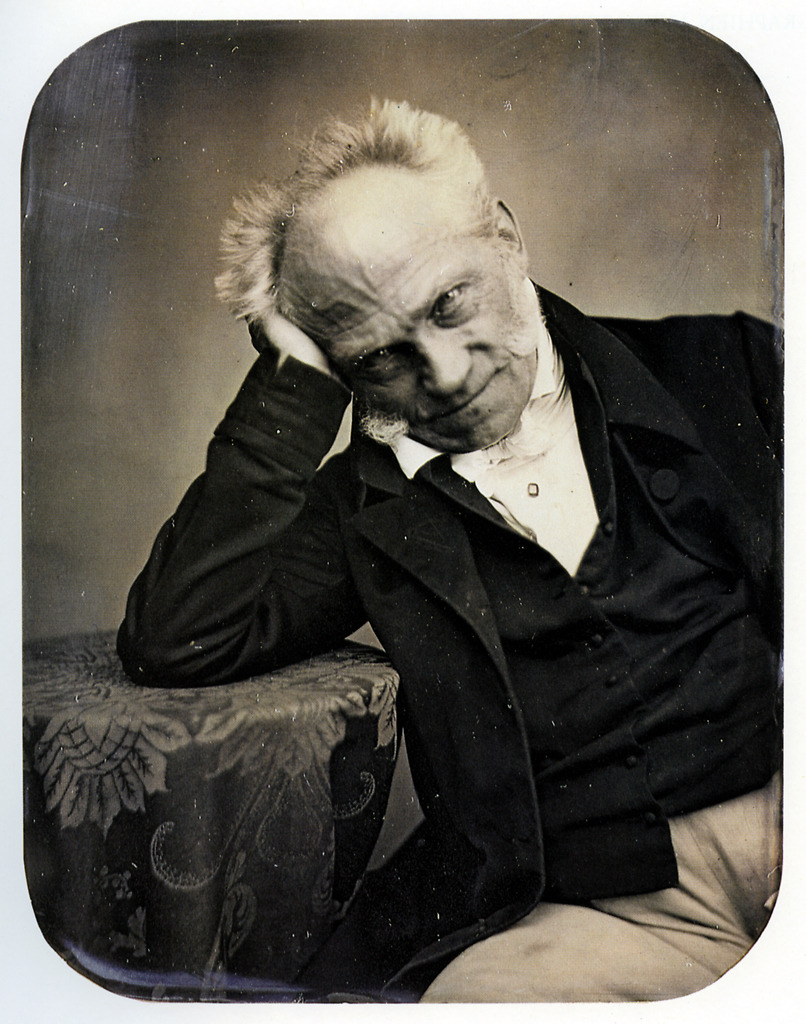
Portrait (1852)

Par l'usage de la raison, l'homme parvient donc à constituer une science, c'est-à-dire un système organisé de concepts qu'il est possible de communiquer par le langage. La raison humaine est ainsi cette faculté qui nous permet de produire des concepts. Mais, elle n'a pas pour autant la supériorité absolue sur l'intuition sensible. En effet : 
- d'une part, la science est impossible sans l'expérience (pour ce qui concerne les sciences a posteriori qui procèdent toujours par induction et qui doivent donc procéder à des expériences qui, elles-mêmes, supposent des hypothèses) ; en ce sens là, la raison n'apporte rien de « décisif » à l'intuition, elle est seulement le pouvoir de produire une représentation de représentation (définition de ce qu'est un concept) ; mais, de ce fait, il est faux, pour Schopenhauer, de dire que la raison nous amène, contrairement à l'intuition, à une plus grande « certitude » grâce aux raisonnements sur des concepts : tout concept n'est en effet « certain » que dans la mesure où il rejoint, d'une manière ou d'une autre, l'expérience intuitive ;
- d'autre part, l'intuition est, en elle-même, une forme de connaissance (bien que très limitée en extension si on la compare à la raison, car la raison nous permet, elle, de prévoir, de construire des machines complexes, d'organiser les choses et d'agir en commun, etc.) qui se trouve être plus précise que la science dans certains cas, comme l'art, l'action, et même les mathématiques dont la vérité peut-être saisie de manière évidente grâce aux formes a priori de l'espace et du temps (cette intuition « géométrique » étant alors bien supérieure aux laborieuses démonstrations qui certes prouvent et montrent le comment, mais n'expliquent pas le pourquoi).

Ainsi, pour Schopenhauer, l'application de la raison à l'art ne revient, le plus souvent, qu'à plaquer des généralités sur un domaine fait de nuances innombrables.
Il est aussi à noter que cette distinction de l'intuition et de la raison est ce qui permet à Schopenhauer d'esquisser une théorie originale du rire et de quelques caractéristiques spécifiques aux êtres humains, telles que la sottise, la niaiserie, etc. En considérant les dysfonctionnements qui peuvent se rencontrer dans les relations de l'entendement intuitif et de la raison (ainsi, l'application de la raison à l'art fait-elle partie de « la pédanterie comique », catégorie dans laquelle Schopenhauer fait aussi entrer la morale kantienne qui fonctionne par préceptes généraux sans tenir compte du « caractère » des individus) : 
- le rire est provoqué soit par la confusion volontaire de plusieurs objets sous un même concept (ce qui relève de l'esprit), soit par la confusion involontaire de deux concepts pour une même chose (bouffonnerie) ;
- la niaiserie est la difficulté pour la raison de distinguer les différences ou les ressemblances dans l'intuition.

Enfin, cette conception de la raison implique la possibilité de l'erreur dont l'étendue est considérable (l'erreur peut ainsi régner pendant des siècles sur des peuples entiers), contrairement à l'intuition qui nous offre, elle, mis à part quelques cas d'illusions, l'évidence de la représentation de l'objet : l'erreur, comme dans le cas de l'illusion, est une généralisation hâtive de l'effet à la cause, là où il faudrait procéder par une induction plus prudente.
Cette analyse de la représentation au point de vue de la connaissance (de la causalité) étant faite, Schopenhauer va proposer une autre analyse ; celle non plus de la représentation mais de la Volonté.
La « face interne » et le plus souvent imperceptible de la représentation est, en effet, selon lui, la Volonté, grâce à l'intuition de laquelle nous avons une connaissance aussi immédiate que possible de la réalité : certes « le monde est ma représentation », mais il est aussi surtout, et bien plus fondamentalement, un « subit » par ma volonté de « La Volonté ». Cette idée d'une « face interne » sera ensuite reprise littéralement par Nietzsche, mais appuyée sur d'autres bases puisque Nietzsche refusera de supposer une unicité de la Volonté au-delà de la multiplicité inhérente de la représentation, et refusera aussi de placer l'activité essentielle de l'homme en tant que Volonté au-delà de l'expérience phénoménale.

### La Volonté, principe fondamental
La chose en soi n'est pas, pour Schopenhauer une chose inconnaissable : certes, l'idée même d'une telle connaissance demeure logiquement contradictoire, car cette idée d'une connaissance de la « chose en soi » signifierait une connaissance indépendante des conditions mêmes de toute connaissance, autrement dit du principe de raison. Mais, malgré cette contradiction inhérente à l'idée d'une connaissance « objective » de la chose en soi, Schopenhauer voit dans l'intuition de la Volonté l'expression la plus immédiate de la chose en soi, car le sujet qui « connaît » est, lui aussi, très partiellement au moins, « un objet de connaissance » (quoiqu'il ne puisse jamais, à strictement parler, se connaître lui-même comme connaissant, d'un point de vue « objectif »).
Par l'intuition de la Volonté, nous avons donc l'intuition d'un « phénomène » éternel et inconditionné qui pourtant s'inscrit dans le temps, et c'est cette « incorporation phénoménale » qui nous permet d'entrevoir la forme la plus pure que nous puissions concevoir de la chose en soi : la Volonté, c'est-à-dire la volonté de vivre « dans » le sujet et dont chaque « chose » de ce monde est aussi une expression que nous nous représentons selon le principe de raison.
Schopenhauer rejette à la fois « la philosophie de l'objet » (en particulier le matérialisme qu'il analyse longuement, pour en montrer les contradictions) et « la philosophie du sujet » (c'est-à-dire une certaine conception de l'idéalisme), c'est-à-dire aussi toutes les philosophies qui reposent sur l'idée que le « sujet » serait la condition inconditionnée de l'existence de la Réalité ou de la Chose. (Par cette phrase, il faut comprendre que « sujet » et « objet » sont certes des « corrélats » indissociables mais que, concevoir la Réalité, ou la « chose en soi », comme n'étant qu'un « objet » c'est-à-dire encore un « phénomène » ou une « représentation », c'est n'en avoir qu'une perception très superficielle).

#### Du corps à la volonté
Or, pour atteindre le secret de cette « conception » (il serait plus pertinent de dire de l' « intuition de l'être intime du monde »), Arthur Schopenhauer réhabilite l'expérience radicalement singulière du « corps propre » (« corps propre » à distinguer de ce qui peut en être connu objectivement), cette expérience que nous ne pouvons en aucun cas nier, et dont il avait d'abord fait abstraction pour pouvoir exposer plus « pédagogiquement » sa théorie de la représentation dans les premières pages du « Monde comme Volonté et comme Représentation ».
Le corps en ce qu'il a d'irréductiblement « intraduisible » par les concepts et le langage est ainsi, selon lui, l'expérience la plus immédiate que nous pouvons avoir, et cette expérience est en liaison directe avec l'expression de la Volonté.

#### La volonté et les idées
La Volonté est Une, mais d'une unité sans relation au multiple et surtout, au nombre. Elle est immuable et éternelle (Elle ne fait pas partie intégrante de l'espace-temps). N'étant pas en soi déterminée par le principe de raison, elle est sans raison (grundlos), c'est-à-dire inconditionnée et aveugle : elle ne peut donc faire l'objet d'aucune science ; le « savoir » relatif à cette Volonté c'est proprement, la philosophie, (voir plus haut), et cette Volonté est « connaissable » uniquement par une intuition « introspective » du « sujet » par laquelle ce « sujet », dans le moment même de la saisie de son essence, « rentre » et « sort » de soi, car son « intimité » la plus radicale et singulière est absolument irréductible à ce que l'on a coutume d'appeler « l'individualité » ou la « personnalité subjective » : le « fait » que la représentation de Soi devienne réfléchie, qu'elle adopte une position de réflexion « méditante » sur elle-même, peut conduire à entrevoir "une intuition du fait d'être" de la Volonté, de la réalité, et cette intuition est « une intuition sans concept » à laquelle les plus grands artistes, quel que soit leur domaine d'expression, ont, presque toujours, essayer de donner « forme et figure » .[réf. nécessaire]

« Nous ne voyons un homme rentrer en lui-même, se reconnaître et reconnaître aussi le monde, se changer de fond en comble, s'élever au-dessus de lui-même et de toute espèce de douleurs, et, comme purifié et sanctifié par la souffrance, avec un calme, une béatitude et une hauteur d'esprit que rien ne peut troubler, renoncer à tout ce qu'il désirait naguère avec tant d'emportement et recevoir la mort avec joie, nous ne voyons un homme en arriver là, qu'après qu'il a parcouru tous les degrés d'une détresse croissante, et qu'ayant lutté énergiquement, il est près de s'abandonner au désespoir. »

— Le Monde comme volonté et comme représentation, Livre Quatrième § 68.

#### L'individuation
Selon Louis Ucciani, « on ne trouve pas chez Schopenhauer de définition schématique du Principe d'individuation, mais toujours son association au principe de raison suffisante. C’est par lui et en lui que les choses — et donc les individus — deviennent ce qu’elles apparaissent. Quant à leur être c’est l’indifférenciation de la volonté qui l’énonce. »
L'intuition échappe à la relation de cause à effet et l'intuition, elle, saisit l'instant dans son éternité.[pas clair]
Cette théorie est assez inspirée des théories de Platon (Idées-lois du devenir) et d'Aristote (engagement de la forme dans la matière).
L'individuation est une expression de la Volonté, une expression toujours déterminée et « localisée en un point et en un temps particuliers » ; l'individu, de ce fait, n'est pas nécessairement, dans la conscience ou représentation qu'il a de lui-même, qu'une expression aveugle de la Volonté : en l'homme, par exemple, la Volonté se présentant d'une manière déterminée comme une volonté, peut se manifester apparemment d'une manière rationnelle (autrement dit, en suivant une causalité qui peut toujours sembler intelligible) et c'est cela qui peut expliquer « l'illusion du libre arbitre » car les individus croient pouvoir se déterminer eux-mêmes à être ce qu'ils veulent par leur action « volontaire » ou consciente, alors que le fait d'être telle volonté déterminée demeure un « fait brut » ou, plus précisément, un processus sur lequel ils n'ont un pouvoir d'agir que très réduit.
Les individus croient pouvoir disposer d'un libre arbitre, mais, en réalité ils agissent toujours selon un processus qui est déterminé par la Volonté qui est au plus profond d'eux-mêmes et, ce processus, n'est que représenté par le principe de raison qui est la loi de leur intellect; ainsi chacun des choix que les individus pourront faire sera donc toujours guidé par une forme particulière qu'adopte la Volonté et cette forme particulière ne résulte, elle, que rarement du choix que les individus se représentent pour s'expliquer intellectuellement leur conduite.
Autrement dit, le choix dans un ordre phénoménal toujours préétabli ne peut exister qu'en apparence.
Le renoncement ou l'émotion esthétique peuvent, toutefois, nous permettre de nous détacher de la Volonté en nous donnant l'occasion de ne plus adhérer à cette apparence de l'intellect (point qui sera examiné dans une prochaine section).

#### La lutte pour la domination
L'individuation, notamment parce qu'elle comprend « un processus de subordination », fonde une compréhension du Monde dans lequel la volonté s'assume elle-même. La Volonté se trouve, en effet, confrontée à elle-même par l'intermédiaire des unités individuelles, tout en étant toujours une. Cette confrontation permanente est le monde dans lequel nous vivons. Nous autres humains sommes, en effet, en perpétuelle lutte les uns contre les autres, et nous sommes aussi en perpétuelle lutte contre ce qui exprime la Volonté par une espèce vivante autre que la nôtre. C'est cette « lutte pour la vie » qui engendre la souffrance qui ne cesse que momentanément, pour laisser, parfois, la place à l'ennui.
Il est important pour aborder la philosophie de Schopenhauer de bien distinguer le terme Volonté, qui désigne le concept central de la philosophie, de la volonté dont nous pouvons parler tous les jours pour les actions à entreprendre. Le champ de la Volonté schopenhauerienne ne se limite pas au vivant, mais englobe tous les étants qui peuvent avoir lieu dans l'univers.

#### La Volonté et le temps
Il a souvent été attribué à Schopenhauer l'adoption d'un concept cyclique du temps, mais ce n'est pas tout à fait exact. Il souscrit totalement à la palingénésie, et il rejette la métempsycose censée être une explication des réincarnations (l'« étant individuel » ne se réincarne pas, et l'instant ne se répète ou réitère pas au sens propre). Il est probable que ce relatif flou conceptuel soit surtout dû au principe de l'Éternel retour qui sera développé bien davantage par son disciple « infidèle » Friedrich Nietzsche, à la sympathie de Schopenhauer pour le bouddhisme, et aussi à une métaphore du §54 du Monde comme Volonté et comme Représentation (MVR).
Celle-ci présente l'instant comme « le point de contact d'une tangente et d'un cercle qui tourne », mais Schopenhauer dit alors cela dans l'objectif de montrer que le présent n'est qu'un « point immobile », comme l'est un couteau que l'on aiguise sur une meule de pierre. L'infinité du temps selon Schopenhauer est mieux exprimée par la métaphore suivante : « Le temps ressemble […] à un instant irrésistible, et le présent à un écueil, contre lequel le flot se brise, mais sans l'emporter ».
De plus, l'idée — très fréquente chez Schopenhauer — que les choses se renouvellent et se répètent toujours identiques à elles-mêmes, comme les événements de l'histoire, contribue à entretenir cette idée de temps cyclique. En réalité, cette répétition dans la continuité ne provient pas tant de l'adoption d'un concept cyclique du temps par le philosophe, mais bien plutôt de l'aspect itératif de la manifestation de la Volonté, qui se trouve toujours et éternellement confrontée à la durée de ses « objectivations » en perpétuel conflit.
Pour Schopenhauer, seul le présent existe : « Avant tout, ce qu'il faut bien comprendre, c'est que la forme propre de la manifestation du vouloir […], c'est l'instant, le présent seul (sans référence au passé et à l'avenir - la notion d'instant est plus appropriée que celle de présent), non l'avenir, ni le passé ; ceux-ci ne doivent pas être appréhendés comme existence mais seulement comme expression de « la Volonté », relativement à une connaissance qui obéit au principe de raison suffisante ».

#### La Vie
La vie existe par une objectivation de la Volonté, qui par l'individuation, donne les formes vivantes que nous connaissons. Les êtres vivants — productions aveugles de ce processus de spéciation et d'individuation, vivent en permanente lutte les uns contre les autres, et ils pâtissent continuellement de la souffrance qu'engendre la vie. La position de Schopenhauer vis-à-vis des théories de l'évolution est assez curieuse, dans la mesure où on[Qui ?] y décèle certaines contradictions. Schopenhauer a en effet beaucoup discuté l'œuvre de Lamarck et la description des phénomènes biologiques qu'il fait, mais il n'adhère pas à son hypothèse transformiste, essentiellement pour des raisons métaphysiques. L'erreur de Lamarck vient, selon Jean Lefranc, « de la méconnaissance en France de l'esthétique transcendantale kantienne : comme tous les savants français qui en sont restés à Locke et Condillac, il prend les corps pour des choses en soi ». Ainsi, pour Schopenhauer : « Lamarck ne pouvait imaginer sa construction d'êtres autrement que dans le temps, grâce à la succession [...], il ne pouvait arriver à penser que la volonté de l'animal, en tant que chose en soi, pût se situer en dehors du temps et préexister ainsi à l'animal lui-même. » Le problème vient donc du fait de voir individuellement les êtres vivants comme s'ils étaient des choses en soi, alors que la chose en soi est la Volonté de l'existence sans aucune vue sur l'existence individuelle, elle seule et dans son ensemble. Néanmoins, les textes de Schopenhauer sont parsemés de remarques en relation étroite avec la théorie de la vie (« les choses se sont passées exactement comme si une connaissance du genre de vie et de ses conditions extérieures avait précédé la mise en place de cette structure »[réf. nécessaire] ; « la résidence de la proie a déterminé la figure du poursuivant »[réf. nécessaire]).
Selon Jean Lefranc, « Schopenhauer a connu très peu et très mal Darwin. » Lors de la publication en 1859, peu avant sa mort, de L'Origine des espèces, Schopenhauer n'y voit qu'une « variation sur la théorie de Lamarck »[réf. nécessaire]. Son idée est alors faite depuis longtemps sur le lamarckisme et il lui est en effet impossible, compte tenu des connaissances de son temps, de s'accorder avec cette nouvelle théorie de l'évolution. À la lumière des hypothèses actuelles, notamment celles de Richard Dawkins et de Cairns-Smith[réf. nécessaire], certaines contradictions apparentes entre le darwinisme et la Volonté schopenhauerienne pourraient paraître être devenues caduques. Schopenhauer n'aurait eu aucune réserve envers des hypothèses comme celle affirmant l'unité du vivant et celle défendant la non distinction essentielle entre la vie et la matière inerte, ce qui les rendrait alors fortement compatibles.

### La Souffrance

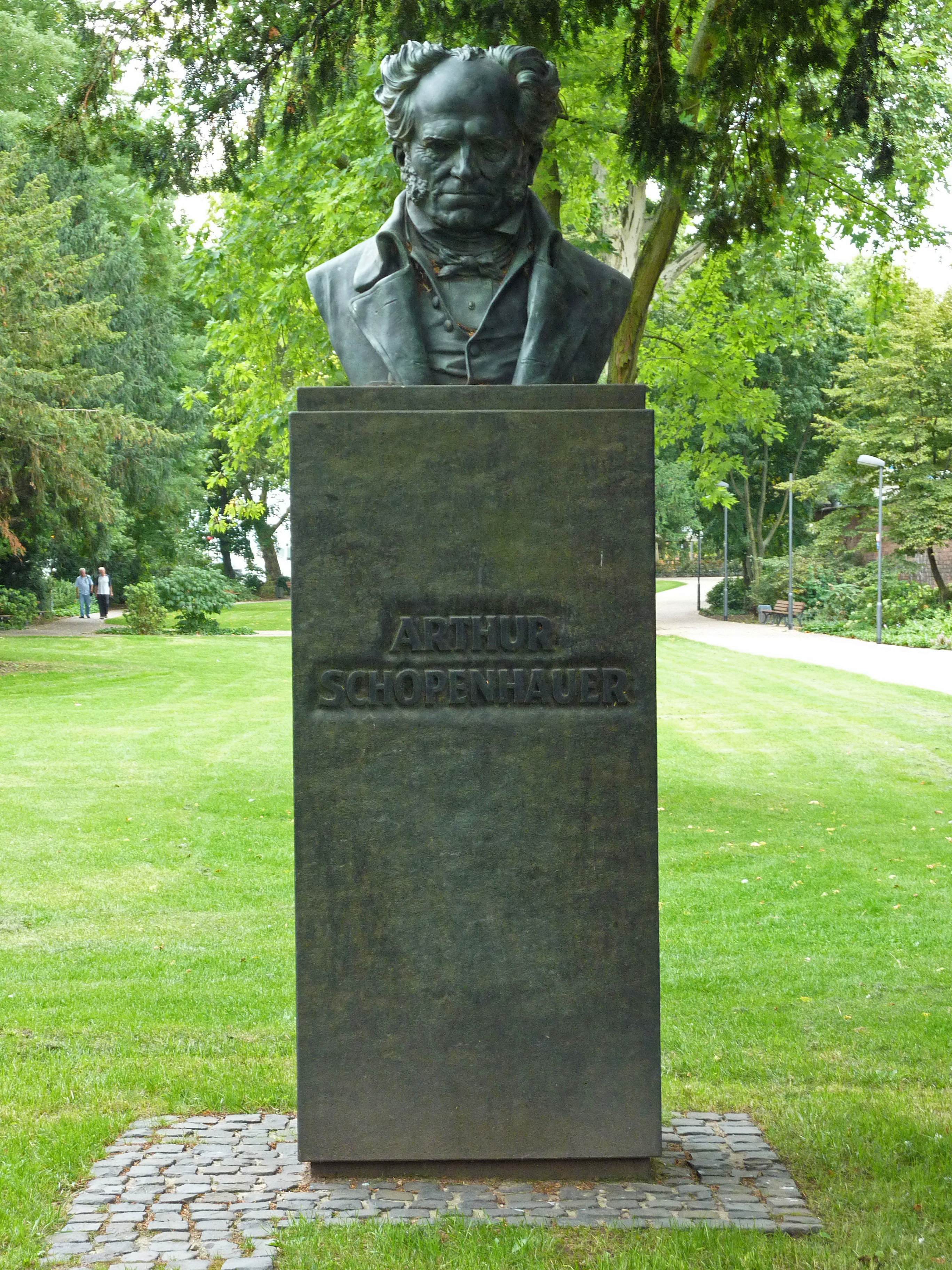
Buste de Schopenhauer réalisé par Friedrich Schierholz près des

Le comportement des animaux et des hommes, qui sont les objectivations supérieures de la Volonté dans les strates de l'existence, est entièrement régi par la fuite de la souffrance, qui, comme idiosyncrasie, est perçue, in fine, positivement. Les plaisirs ne sont que des illusions fugaces, des apaisements possibles au creux des désirs et des tracas ininterrompus. Ils n’apparaissent jamais qu’en contraste avec un état de souffrance, et ne constituent pas une donnée réellement positive pour les êtres « en mouvement » et désirant. Le plaisir, toujours fugace, peut constituer tout au plus un repos de l’esprit mais il reste un repos éphémère, puisqu'il est sans cesse troublé par l'apparition de nouveaux désirs, lesquels apparaissent en dehors de toute volonté consciente et réfléchie. Parce que tous les êtres subissent « la volonté » d'un ordre phénoménal supérieur, l'inconscience, à des degrés divers, est la réalité commune de l'expérience de tous les êtres qui constituent le monde, et c'est une vérité psychologique et archétypique de la condition humaine.

### L’amour
Dans Le Monde comme Volonté et comme Représentation, on peut lire, au début du chapitre consacré à la métaphysique de l’amour : « Aucun thème ne peut égaler celui-là en intérêt, parce qu’il concerne le bonheur et le malheur de l’espèce, et par suite se rapporte à tous les autres […] ».
« Au lieu de s’étonner, écrit Schopenhauer, qu’un philosophe aussi fasse sien pour une fois ce thème constant de tous les poètes, on devrait plutôt se montrer surpris de ce qu’un objet qui joue généralement un rôle si remarquable dans la vie humaine n’ait pour ainsi dire jamais été jusqu'ici pris en considération par les philosophes. »
L’importance de ce thème se comprend si l’on part de ceci que, pour Schopenhauer, la Volonté constitue le fond des choses. Si le monde est l’objectivation de la Volonté, si par lui, elle parvient par l'intellect à la connaissance de ce qu’elle veut, à savoir ce monde lui-même ou, aussi bien, la vie telle qu’elle s’y réalise, on admettra que volonté et vouloir-vivre sont une seule et même chose.
Or, l’amour est ce par quoi la vie apparaît ici-bas. De la vie, l’expérience nous enseigne qu’elle est essentiellement souffrance, violence, désespoir. Cette misère des êtres vivants, misère que la lucidité nous contraint à reconnaître, ne répond à aucun but : originellement, la Volonté est aveugle, sans repos, sans satisfaction possible.
Certes, la nature poursuit bien, en chaque espèce, un but, qui est la conservation de celle-ci. Mais cette conservation, cette perpétuation, ne répond elle-même à aucune fin : chaque génération refera ce qu’a fait la précédente : elle aura faim, se nourrira, se reproduira. « Ainsi va le monde, résume Martial Guéroult, par la faim et par l’amour ».[réf. nécessaire] La seule chose qui règne, c’est le désir inextinguible de vivre à tout prix, l’amour aveugle de l’existence, sans représentation d’une quelconque finalité.
Ainsi, chez Schopenhauer, l’amour se présente d’abord comme cet élan aveugle qui conduit à perpétuer indéfiniment la souffrance en perpétuant indéfiniment l’espèce. L’acte générateur est le foyer du mal. Dans un entretien avec Challemel-Lacour, en 1859, Schopenhauer dit : « L'amour, c’est l’ennemi. Faites-en, si cela vous convient, un luxe et un passe-temps, traitez-le en artiste ; le Génie de l’espèce est un industriel qui ne veut que produire. Il n’a qu’une pensée, pensée positive et sans poésie, c’est la durée du genre humain. » Céder à l’amour, c’est développer le malheur, vouer une infinité d’autres êtres à la misère. Ceci explique directement le sentiment de honte et de tristesse qui suit, chez l’espèce humaine, l’acte sexuel. Le thème de l’amour chez Schopenhauer est donc à mettre en rapport avec l’horreur devant la vie : il apparaît d’abord comme un objet d’effroi. Cependant, pour Schopenhauer, l'amour n'est pas que sexuel, et contrairement à cet amour-là, l'amour de compassion — que Schopenhauer ne considère pas comme une illusion — est ce qui peut permettre de faire de ce monde autre chose qu'un enfer.

#### La passion amoureuse et l'inclination sexuelle
La passion amoureuse et l’instinct sexuel, pour Schopenhauer, sont fondamentalement une seule et même chose. À ceux qui sont dominés par cette passion, écrit-il, « Ma conception de l’amour […] apparaîtra trop physique, trop matérielle, si métaphysique et transcendante qu’elle soit au fond ».
À l’opposition classique entre l’esprit et le corps, Schopenhauer substitue une opposition entre l’intellect et la volonté.
Or, il faut reconnaître, dans la sexualité, une expression du primat du vouloir-vivre sur l’intellect, primat qui implique que « les pensées nettement conscientes ne sont que la surface », et que nos pensées les plus profondes nous restent en partie obscures, quoiqu’elles soient, en réalité, plus déterminantes, plus fondamentales. Ces pensées profondes sont constituées par la Volonté, et la Volonté, comme vouloir-vivre, donc vouloir-se-reproduire, implique, en son essence, la sexualité.
En affirmant ainsi le caractère obscur pour la conscience des pensées liées à la sexualité, Schopenhauer esquisse une théorie d’un moi non-conscient — même s'il ne s’agit pas encore d’une théorie de l’inconscient, au sens où l’entendra Freud. C’est à partir de ce fond non-conscient, c’est-à-dire à partir de la sexualité, qu’il faut comprendre l’existence, chez l’être humain, de l’intellect : « du point de vue externe et physiologique, les parties génitales sont la racine, la tête le sommet »[réf. nécessaire].
L’instinct sexuel est l’instinct fondamental, « l’appétit des appétits » : par lui, c’est l’espèce qui s’affirme par l’intermédiaire de l’individu, « il est le désir qui constitue l’être même de l’homme ». « L’homme est un instinct sexuel qui a pris corps ».[réf. nécessaire] « L’instinct sexuel, écrit-il encore, est cause de la guerre et but de la paix : il est le fondement d’action sérieuse, objet de plaisanterie, source inépuisable de mot d’esprit, clé de toutes les allusions, explication de tout signe muet, de toute proposition non formulée, de tout regard furtif […] ; c’est que l’affaire principale de tous les hommes se traite en secret et s’enveloppe ostensiblement de la plus grande ignorance possible. » C’est donc à partir de lui qu’il faut comprendre toute passion amoureuse. Tout amour cache, sous ses manifestations, des plus vulgaires aux plus sublimes, le même vouloir vivre, le même génie de l’espèce.
Pourtant, dira-t-on, n’y a-t-il pas, entre l’instinct sexuel et le sentiment amoureux, une différence essentielle, puisque le premier est susceptible d’être assouvi avec n’importe quel individu, tandis que le second se porte vers un individu en particulier ?
Schopenhauer ne nie aucunement une telle distinction. Il fait même de l’individualisation du choix amoureux l'énigme centrale de la psychologie amoureuse. Le choix des amants est apparemment la caractéristique essentielle de l’amour humain. Cela ne signifie pas, pour autant, qu'on ne peut pas expliquer ce choix par le génie de l’espèce. La préférence individuelle, et même la force de la passion, doivent se comprendre à partir de l’intérêt de l’espèce pour la composition de la génération future.« Toute inclination amoureuse […] n’est […] qu’un instinct sexuel plus nettement déterminé […], plus individualisé. La procréation de tel enfant déterminé, voilà le but véritable, quoique ignoré des acteurs, de tout roman d'amour : les moyens et la façon d'y atteindre sont chose accessoire. » C’est dans l’acte générateur que se manifeste le plus directement, c’est-à-dire sans intervention de la connaissance, le vouloir-vivre..
Or, l’amour, la reproduction, ne sont que ce par quoi le mal, la misère, sont perpétués dans le monde. La passion amoureuse est ainsi, au centre de la tragédie sans cesse réitérée que constitue l’histoire du monde. La tragédie est d’autant plus grande qu’en procréant, l’individu prend obscurément conscience de sa propre mort : il n’est rien, seule compte l’espèce, et l’espèce n’est faite que d’autres individus qui, comme lui, connaissent la souffrance et l’angoisse. Les aspirations des amants, écrit Schopenhauer, « tendent à perpétuer cette détresse et ces misères qui trouveraient bientôt leur terme, s’ils n’y faisaient pas échec comme leurs semblables l’ont fait déjà avant eux. »
La lucidité, et le sentiment de pitié dont l’homme est susceptible à l’égard des autres êtres vivants, imposent de mettre un terme à ces souffrances, en renonçant à la procréation.

#### La compassion («amour pur»)

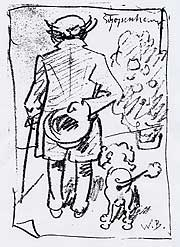
Arthur Schopenhauer et son caniche par Wilhelm Busch.

Précisément, le terme d’amour peut s’entendre, non plus seulement au sens d’instinct sexuel ou de passion amoureuse, mais également au sens de compassion universelle devant l’universelle souffrance dont nous sommes tous témoins, soit en tant qu'agents et aussi en tant que patients. La « compassion », en effet, est la seule vertu morale qui ait véritablement un sens profond au regard de la condition humaine. C’est, davantage encore que dans la compassion ou pitié, dans la charité qui est, aussi, bien que pas seulement, « amour de l’humanité », que le phénomène moral se manifeste avec le plus de force et de clarté.
La « pitié » est alors définie comme un sentiment intérieur entièrement spontané ; bien que spontané soit ici quasiment synonyme d'inné, Schopenhauer ne considère en aucune façon que l'être humain soit « par nature » bon ou bienveillant puisque pour lui la « pitié » est une forme d'amour du soi de tout être vivant dont l'égoïsme est l'autre face, contraire, mais tout aussi originelle.
Mais cette affirmation d'une compassion universelle ne va pas sans poser problème : un tel sentiment est-il seulement possible ? « Comment, demande Schopenhauer, une souffrance qui n’est pas mienne, qui ne me touche pas moi, peut-elle devenir à l’instar de la mienne propre, un motif pour moi et m’inciter à agir ? »
En réalité, le sentiment de compassion s’explique par l’unité de la Volonté, unité qui est au-delà de la multiplicité phénoménale des individus : la Volonté du « moi », en tant justement que Volonté, se reconnait identique à celle d’autrui dans un seul et même être.
(Ainsi Schopenhauer n'hésite pas parfois à affirmer ce propos « scandaleux » tellement il semble contre intuitif et même « immoral » de l'identité totale du bourreau et de sa victime.)
Selon le philosophe Volker Spierling (de), « la compassion est pour Schopenhaueur bien plus qu'un sentiment parmi d'autres relevant de la psychologie. […] Dans la compassion, le principium individuationis, l'être individuel de tout vivant, se révèle illusoire. Il n'y a qu'un seul et même être — la volonté unique comme chose en soi — qui se manifeste dans les êtres vivants à travers la souffrance ». Pour Schopenhauer la compassion relève de « la connaissance immédiate et intuitive de l’identité métaphysique de tous les êtres ».
Mais quelles sont les conséquences pratiques et éthiques de ce sentiment de compassion envers autrui (mais, tout aussi bien, pour les animaux) ?
Autrement dit, que puis-je faire, au juste, face à la souffrance d’autrui ? 
Au fond, un individu peut difficilement soulager les souffrances d’un autre.
Pour Schopenhauer, la participation à la souffrance d’autrui ne trouve son achèvement que dans l’affranchissement de la souffrance du monde par l’abnégation du vouloir-vivre, par la négation concrète de celui-ci dans l’ascétisme, négation qui peut même aboutir à un état de béatitude, c'est-à-dire de « suspension de la souffrance ». Pour comprendre vraiment sans contresens ce que dit Schopenhauer de l'éthique il est essentiel de bien saisir que selon lui l'individualité n'est en aucun cas la véritable condition ontologique de l'être humain et que, par suite, cette individualité n'est peut être bien que la plus subtile « illusion » par laquelle « le voile de Maya » de la Volonté nous recouvre en nous laissant accroire que nous sommes des « êtres rationnels ».
D’où l’exhortation, chez Schopenhauer, à la restriction des désirs, mais aussi son éloge non contradictoire des plaisirs esthétiques et intellectuels. L'abnégation totale du vouloir-vivre implique certes la négation du corps et donc de la sexualité, qui est « l’expression la plus directe » de la Volonté mais dès lors que ces plaisirs sont affranchis de leur subordination aux services du vouloir-vivre, ils n'ont, en eux-mêmes, plus rien de moralement condamnables.
Le refus de perpétuer la souffrance de l’humanité implique ainsi avant tout un refus de la procréation : la « mortification » de la Volonté passe, dès lors, par le célibat, la « chasteté » volontaire.
En d’autres termes, la compassion - c'est-à-dire l’amour pour l'humanité - trouve sa plus haute forme d'accomplissement dans le renoncement à la sexualité reproductrice et au « sentiment amoureux » dès lors que celui-ci n'en est que le masque.
La philosophie de Schopenhauer de l'amour conduit donc, d’une part, à l'identification « non réductrice » de l’instinct sexuel et de la passion amoureuse (celle-ci n’étant qu’un instinct sexuel individualisé), et d’autre part, à une opposition radicale entre l’amour-charité et l’amour-passion.
La « charité » est pour Schopenhauer en ce sens distincte de ce qu'elle est pour les chrétiens puisqu'elle peut très bien ne pas coïncider avec ce qu'on appelle trivialement « l'amour de la vie ».

#### L’illusion amoureuse
Schopenhauer est considéré par certains comme étant le philosophe qui « détruit » en l'être humain toute forme d’espoir, en qualifiant notamment d’« illusions » ce que le sens commun considère lui comme une évidence et un bien. Au nombre de ces illusions, le philosophe range l’amour, dans lequel il voit une « ruse du génie de l’espèce ». La conception de l’amour comme d’un instinct servant exclusivement les intérêts de l’espèce, et, a fortiori ceux du Vouloir, contribue à faire de Schopenhauer, certes un philosophe « pessimiste », mais aussi et surtout un philosophe original.
« Toute inclination amoureuse, en effet, pour éthérées que soient ses allures, prend racine uniquement dans l’instinct sexuel, et n’est même qu’un instinct sexuel plus nettement déterminé, plus spécialisé et, rigoureusement parlant, plus individualisé. »
Il nous faut effectivement comprendre que l’homme, en tant qu’objectivation la plus individualisée du Vouloir, n’aura bien en vue que « ses » propres intérêts, ou, du moins, ce qu’il juge être « ses » intérêts, là où l’animal obéit, lui, aveuglément et d’une manière immédiate, aux intérêts de l’espèce.
Mais, loin d’échapper à la « dictature de l’espèce », l'être humain, sans s’en apercevoir, reste pourtant totalement soumis au Vouloir et à sa perpétuation. Et, ce qui permet de concilier à la fois les intérêts particuliers de l’individu et ceux de l’espèce, ce n’est pas autre chose que « le sentiment amoureux ».
En ce sens, l’amour, la passion, désignent les « instruments » du Vouloir soumettant l’individu à la perpétuation de l’espèce. Lorsqu’un « sentiment amoureux » se fait jour en moi, ce n’est ni plus ni moins que le vouloir-vivre qui s’éveille et qui témoigne, d’une manière déguisée, de son aspiration à se prolonger sous la forme d’une existence individuelle nouvelle.
Cette idée ne peut être mieux formulée que par Schopenhauer lui-même : « quand l’individu doit se dépenser et même faire des sacrifices en faveur de la persistance et de la constitution de l’espèce, l’importance de l’objectif ne peut être rendue perceptible à son intellect adapté aux seules fins individuelles, de telle sorte qu’il agisse en conformité avec lui. C’est pourquoi la nature ne peut en l’occurrence atteindre son but qu’en inculquant à l’individu une illusion, grâce à laquelle il regardera comme un bien pour lui-même ce qui n’est tel en fait que pour l’espèce » ; la passion amoureuse est donc une sorte de « voile » cachant à l’individu que ce qu’il pense être ses intérêts personnels sont, en réalité, ceux de l’espèce.

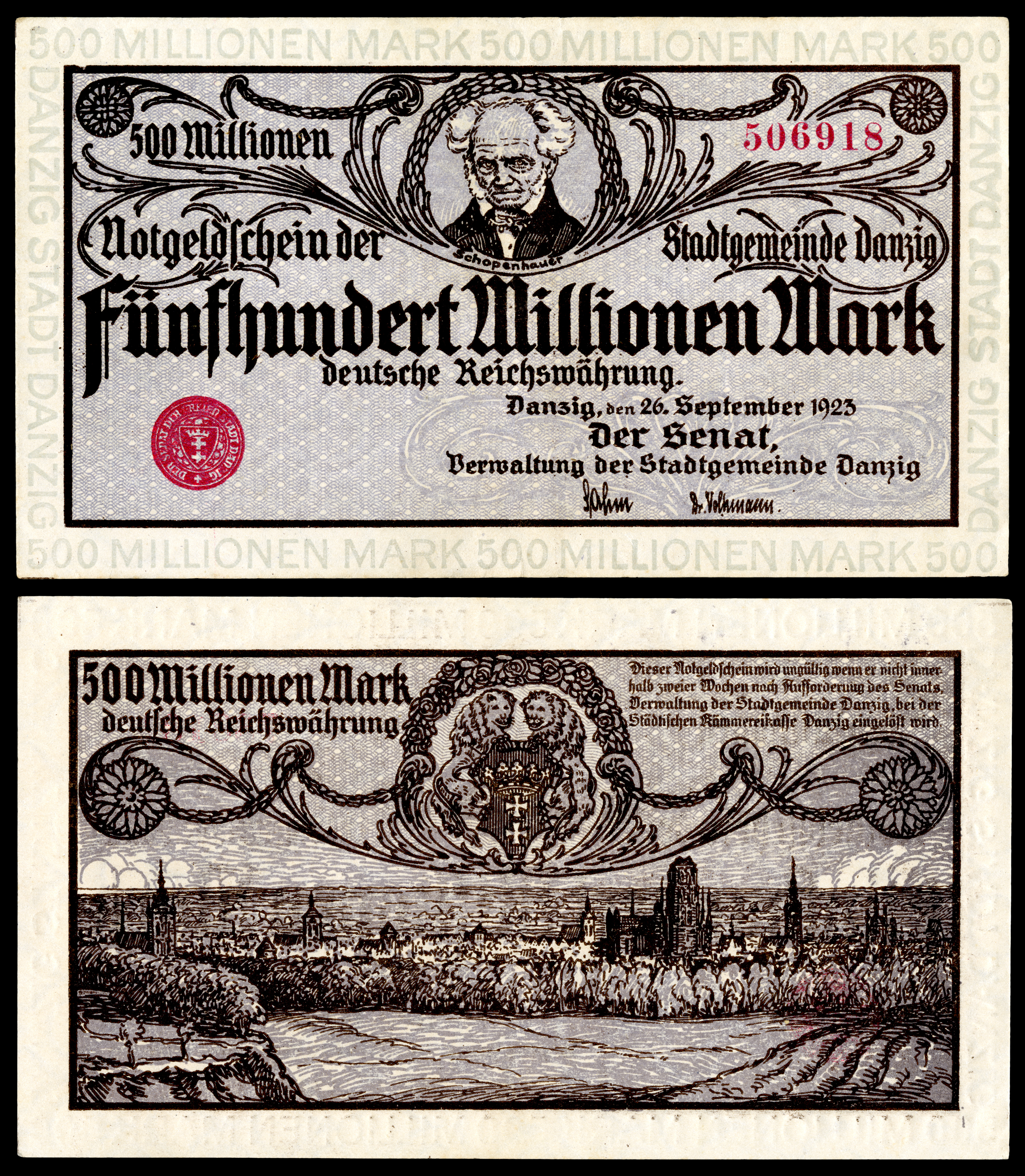
Billet à l’effigie de Schopenhauer émis par la ville libre de Dantzig (1923) aujourd'hui Gdańsk. La valeur nominale du billet est de 500 millions de Marks, conséquence de l'hyperinflation.

Il pourrait peut-être, en ce sens, être intéressant de mettre en lumière les origines d'une « ruse de la Volonté » chez Schopenhauer. La ruse, c’est celle d’un Vouloir, véritable essence de l’univers, qui, en vue de seulement perdurer indéfiniment dans l’existence, soumet l’ensemble de ses manifestations à la perpétuation de l’espèce par le biais de l’instinct sexuel.
Et c’est parce qu’en l’homme, les intérêts « égoïstes » priment spontanément sur ceux de l’espèce, que le Vouloir usera d’un « stratagème » afin qu’intérêts particuliers et généraux soient illusoirement confondus. Ainsi, nous pouvons étudier « la passion amoureuse » selon deux points de vue : selon la perspective individuelle, les hommes recherchent leur propre plaisir dans la compagnie de l’être aimé ainsi que dans la jouissance sexuelle ; du point de vue plus général de l’espèce, l’amour entre deux êtres désigne le moyen expédient pour le Vouloir de satisfaire sa tendance inconsciente première et essentielle, à savoir la volonté de vivre. C’est ce qui permet à Schopenhauer de parler du « sentiment amoureux » comme d’une véritable « illusion », d’un « instinct », ou encore d’un « masque ».
La passion amoureuse n’est donc jamais que « l’effet de surface » d’un vouloir-vivre inconscient qui nous gouverne de part en part et vis-à-vis duquel, nous ne représentons que des « moyens » et en aucun cas « des fins ».
Schopenhauer se livre par ailleurs, dans la Métaphysique de l’amour,  à une véritable « psychologie des désirs » ; en essayant de montrer dans quelle mesure « les choix » (d’ordre indissociablement physique et psychique) qui nous poussent vers tel être et pas tel autre témoignent de ce vouloir-vivre qui cherche dans autrui, non pas « le meilleur amant », mais « le meilleur reproducteur », Schopenhauer tend à nous révéler que ce qui parle en nous dans pareil cas, ce n’est pas tant « l’esprit » mais « l’instinct ».
Le Vouloir, comprenons-le bien, ne cherche pas à se re-produire purement et simplement, mais il tend, au fil des générations, à le faire avec « la meilleure constitution possible », bien que cette « meilleure constitution » il n'en ait pas la moindre « représentation ».
Nous ne sommes pas très loin, ici, d’une théorie « (néo)Darwiniste ».
Pour comprendre « une inclination particulière pour tel être », Schopenhauer parle de « considérations inconscientes » qui seraient à l’origine du « choix ». Ce que recherche la nature (ou le Vouloir) par l’intermédiaire de nos choix inconscients et pourtant rigoureusement déterminés, ce n’est en fait rien d’autre que son propre « équilibre ».
Comme le philosophe le dit lui-même, « tandis que les amoureux parlent pathétiquement de l’harmonie de leurs âmes, le fond de l’affaire […] concerne l’être à procréer et sa perfection ». Telle est donc la ruse du génie de l’espèce à laquelle nous sommes tous soumis, nous qui aspirons pourtant consciemment, plus que tout, à l’indéterminisme et à la liberté.
C’est sans aucun doute à la suite de la lecture de la Métaphysique de l’amour que Freud a pu écrire : « d’éminents philosophes peuvent être cités pour (mes) devanciers, avant tout autre le grand penseur Schopenhauer, dont la « volonté » inconsciente équivaut aux instincts psychiques de la psychanalyse. C’est ce même penseur, d’ailleurs, qui, en des paroles d’une inoubliable vigueur, a rappelé aux hommes l’importance toujours sous-estimée de leurs aspirations sexuelles ».
Le « sentiment amoureux » n’est pas fondamentalement autre chose que « l’instinct sexuel » en puissance ; et l’instinct sexuel traduit la tendance concrète du Vouloir à se perpétuer dans l’existence. C’est dire que la passion amoureuse désigne cette ruse que le Vouloir exerce sur des êtres dont les intérêts conscients sont « apparemment » uniquement égoïstes. C’est ainsi que je vais me croire libre de rechercher à la fois la compagnie de l’être aimé et la satisfaction engendrée par la jouissance sexuelle, alors qu’en réalité, par une telle attitude, je me constitue en esclave du Vouloir et de son intérêt primordial : sa manifestation phénoménale. Avoir l’illusion de servir « ses intérêts privés », c’est donc, très souvent sinon presque toujours, chercher à assurer la subsistance du Vouloir auquel je suis soumis.

## Œuvres

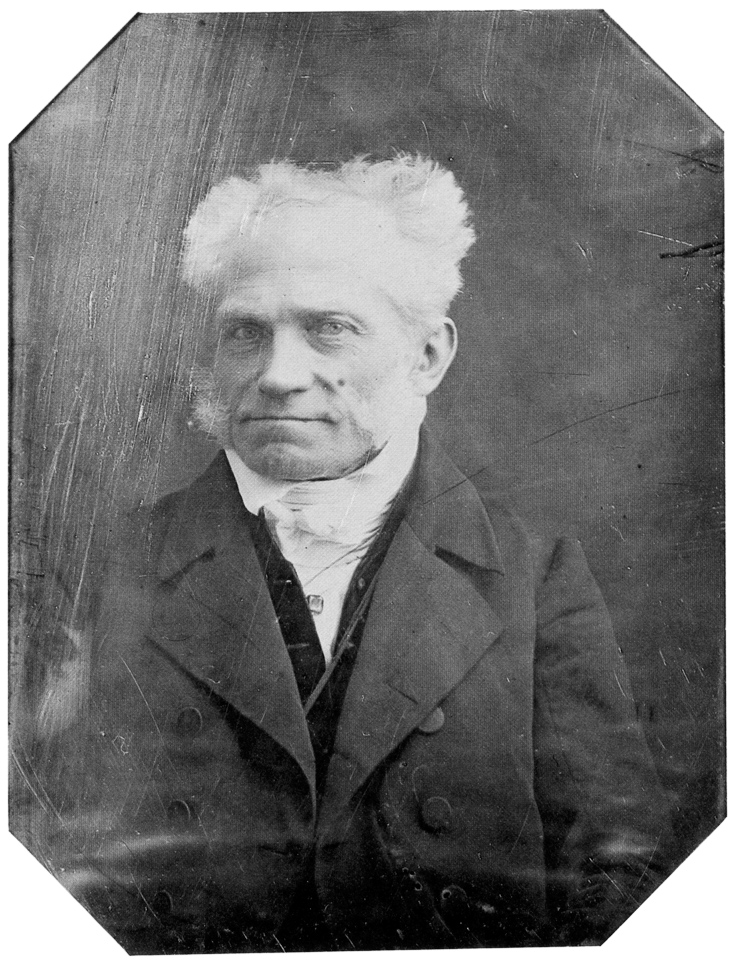
Portrait (1845)

- Journal de voyage, 1803-1804, chez Mercure de France, collection Le temps retrouvé.
- De la quadruple racine du principe de raison suffisante (Über die vierfache Wurzel des Satzes vom zureichenden Grunde), 1813, seconde édition (trad. Jean Alexandre Cantacuzène, Paris, Éd. Germer Baillière, coll. « Bibliothèque de philosophie contemporaine », 1882), également chez Vrin, coll. « Bibliothèque des Textes Philosophiques » - poche.
- Pensées et fragments. Vie de Schopenhauer. Sa correspondance. Les douleurs du monde. L'amour. L'art et la morale , traduit de l'anglais par Jean Bourdeau, Paris, Félix Alcan, coll. « Bibliothèque de philosophie contemporaine », 1885.
- Le Monde comme volonté et comme représentation (Die Welt als Wille und Vorstellung), 1818/1819, vol.2 1844, trad. Auguste Burdeau (en 3 volumes, Félix Alcan, 1888, 1889 et 1890, revue par R. Roos, Paris, P.U.F., coll. « Bibliothèque de philosophie contemporaine », 1966. (contient la Critique de la philosophie kantienne et les suppléments) ; nouvelle traduction de Ch. Sommer et coll. en 2 volumes, Paris, Gallimard, coll. « Folio », 2009, vol. I :  (ISBN 2-07-042905-9) ; vol II :  (ISBN 2-07-039691-6) (Wikisource)
- Sur la vue et les couleurs (Über das Sehn und die Farben) 1816, Paris, Vrin, coll. « Bibliothèque des Textes Philosophiques », 1986.
- Correspondance complète, éd. critique établie par Arthur Hübscher, trad. de Christian Jaedicke, préface de Frédéric Pagès, Paris, éditions Alive, 1996.
- Les Deux Problèmes fondamentaux de l'éthique : La liberté de la volonté ; Le fondement de la morale (1840/1861), nouvelle trad. Christian Sommer, Paris, Gallimard, coll. « Folio », 2009,  (ISBN 2-07-039422-0) Cette édition comprend, avec ajouts, suppressions, et préfaces de Schopenhauer, les deux mémoires suivants :
  - Essai sur le libre arbitre (Über die Freiheit des menschlichen Willens) (mémoire couronné par la Société Royale des Sciences de Norvège en 1839), traduit de l'allemand par Salomon Reinach sous le titre Essai sur le libre arbitre, Éd. Germer Baillière, coll. « Bibliothèque de philosophie contemporaine », 1877.
  - Fondement de la morale (Über die Grundlage der Moral) (mémoire présenté à la Société Royale des Sciences du Danemark en 1840, mais non couronné), Éd. Germer Baillière, coll. « Bibliothèque de philosophie contemporaine », 1879.
- De la Volonté dans la nature (Über den Willen in der Natur), 1836, traduction avec introduction et notes par Édouard Sans, coll. Quadrige, PUF, dernière édition 2017  (ISBN 978-2-13-078619-1)
- L'art d'avoir toujours raison. (Dialectique éristique), traduit de l'allemand par Christophe Salaün, éditions The Minute Philosopher, 2020  (ISBN 979-8625747370)
- Parerga et Paralipomena (Parerga und Paralipomena), (1851). Première édition française intégrale, CODA, 2005,  (ISBN 2-84967-020-0) ; cette œuvre a d'abord été traduite seulement par parties, par exemple :
  - Aphorismes sur la sagesse dans la vie (Aphorismen zur Lebensweisheit), première traduction en français de cet essai eudémonologique des Parerga en 1880 (Éd. Germer Baillière, coll. « Bibliothèque de philosophie contemporaine ») par Jean Alexandre Cantacuzène[51].
  - Fragments pour une histoire de la philosophie (Fragmente zur Geschichte der Philosophie), traduction français par Auguste Dietrich, révisée par Christophe Salaün, The Minute Philosopher, 2022  (ISBN 979-8442450262)
  - Philosophie du droit et autres essais, Bruxelles, Éditions du Sandre, 2006.
- L'art de se connaître soi-même, Notes, Citations, Pensées, choisies, rassemblées et préfacées par Franco Volpi, traduites de l'allemand par Laurent Ferec, Paris, Payot & Rivages, « Rivages poche / Petite bibliothèque », 2015, 160 p.  (ISBN 978-2-7436-2961-8).
- Manuscrits inédits (Der Handschriftliche Nachlass), tome I (1807-1814), traduction et annotation Jean-Pierre Jackson, préface de Roger-Pol Droit, CODA, 2017  (ISBN 978-2-84967-118-4).
- L'art de vieillir, Senilia (Die Kunst, alt zu werden oder Senilia), aphorismes publiés après la mort de l'auteur, choisis, traduits, préfacés et annotés par Nicolas Waquet, Payot & Rivages, coll. « Rivages poche / Petite Bibliothèque », Paris, 2023, 108 p.  (ISBN 978-2-7436-6068-0).
- Cours exhaustif sur la philosophie. Première partie. Théorie de la représentation, de la pensée et de la connaissance en général, édition de Christophe Bouriau, Paris, Classiques Garnier, coll. « Textes de philosophie », 2023.

Pour familiariser le lecteur novice avec l’œuvre de Schopenhauer, certains chapitres du Monde ou des Parerga font parfois l'objet d'une édition isolée à l'initiative des éditeurs contemporains : Sur le besoin métaphysique de l'humanité, Du néant de la vie, Métaphysique de l'amour sexuel, Du génie, L'art de l'insulte, L'Art d'être heureux, Essai sur les femmes, etc.

## Hommages
- (7015) Schopenhauer, astéroïde.